# Соколова, Любовь Владимировна
Любо́вь Влади́мировна Соколо́ва (Шашкова; Кылыч; н.в. Соколова-Макарова) род. 4 декабря 1977, Москва — российская волейболистка, нападающая, двукратная чемпионка мира (2006 и 2010). 
Двукратный серебряный призёр летних Олимпийских игр (2000 и 2004).
Заслуженный мастер спорта России.

## Биография
Любовь Соколова пришла в волейбол в 1986 году, её первыми тренерами в московской спортивной школе «Локомотив» были Василий Олегович Романенко и Любовь Григорьевна Данилова. Профессиональная карьера волейболистки началась в 14 лет в московском ЦСКА(1992). В 1995—1996 годах выступала за команду «Россы» (Москва), а в 1996-м она подписала долгосрочный контракт с «Уралочкой»(Екатеринбург) и дебютировала в составе сборной России на Олимпиаде в Атланте.
В последовавшие пять сезонов Соколова сыграла в национальных чемпионатах четырёх стран, но в 2001 году была отстранена от участия в международных турнирах из-за отказа вернуться на Родину. После тяжёлых переговоров Соколовой с главным тренером «Уралочки» и сборной России Николаем Карполь Соколова получила возможность для продолжения карьеры и перешла в один из сильнейших клубов Италии — «Бергамо», с которым за три сезона выиграла Скудетто (2004), Лигу чемпионов (2005) и Кубок ЕКВ (2004).
С 2004 года Соколова вновь стала выступать в сборной России. Карполь, понимая, что команде, ослабленной из-за травмы Евгении Артамоновой, для успешного выступления на Олимпийских Играх в Афинах необходимы опытные игроки, пошёл на мировую и пригласил волейболистку в сборную. В Афинах Соколова завоевала вторую в своей карьере серебряную олимпийскую медаль.
Взяв в выступлениях за сборную годичный тайм-аут, Соколова вернулась в состав главной команды России в 2006 при Джованни Капрара и выступила на чемпионате мира. В матче второго группового этапа против сборной США получила травму бедра и, пропустив следующую игру с бразильянками, смогла вернуться к решающим играм. В полуфинале с Италией (3:0), Соколова показала 71 % эффективности в атаке, 92 % позитивного приёма. В финале против Бразилии на трёх подачах Соколовой в концовке пятой партии россиянки отыгрались с критического счёта 11:13 и выиграли золото. По итогам 2006 года Соколова была названа Европейской конфедерацией волейбола лучшей волейболисткой Европы.
В сезоне-2006/07 Соколова внесла вклад в успехи испанской команды «Мурсия», впервые ставшей чемпионом своей страны, а в финале Кубка Top Teams обыгравшей первый клуб Соколовой — ЦСКА. После этого она вернулась в Россию и подписала контракт с «Заречьем-Одинцово». В составе подмосковной команды Соколова стала чемпионкой России и финалисткой Лиги чемпионов. В сезоне-2009/10 выступала в Италии в клубе «Ези».
В 2010 году Соколова в составе сборной России во второй раз в карьере стала чемпионкой мира. Со своим новым клубом — стамбульским «Фенербахче» — выиграла Суперкубок Турции, клубный чемпионат мира и Лигу чемпионов-2011/12. После «Фенербахче» один сезон провела в стамбульском «Эджзаджибаши», в мае 2013 года подписала контракт с краснодарским «Динамо».
За годы карьеры Соколова проявила себя универсальной волейболисткой. Будучи по амплуа доигровщицей, ей на отборочном турнире Гран-при-2008, приходилось выступать и на позиции либеро.
В мае 2016 года Соколова объявила о завершении карьеры, но в декабре 2017 года вернулась к выступлениям за краснодарское «Динамо». С 1 июля 2018 года работала в должности генерального менеджера команды, но в феврале 2019 покинула этот пост и перешла на работу в спортивное агентство «Волей Сервис».
На протяжении долгого времени выступала в сборной России под фамилией своего первого мужа — Шашкова., но в 2009 для выступлений за сборную России по требованию самой спортсменки взяла девичью фамилию — Соколова.
В 2008 году снялась в эпизодической роли в телесериале «Счастливы вместе».
В настоящее время генеральный менеджер женской сборной команды России по волейболу.
Замужем, двое сыновей.

## Достижения

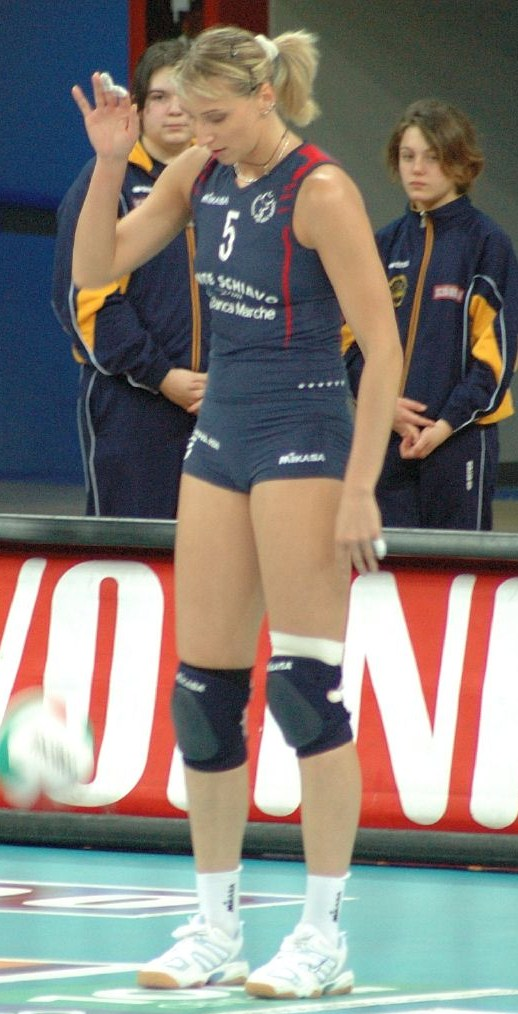

### В составе сборной России
- Серебряный призёр Игр XXVII Олимпиады (2000).
- Серебряный призёр Игр XXVIII Олимпиады (2004).
- Двукратная чемпионка мира (2006, 2010).
- Бронзовый призёр чемпионата мира (1998).
- Чемпионка Европы (1999, 2001).
- Бронзовый призёр чемпионата Европы (2007).
- Серебряный призёр Кубка мира (1999).
- Победительница Гран-при (1999).
- Серебряный призёр Гран-при (1998, 2000, 2006).
- Бронзовый призёр Гран-при (1996, 2001).

### В составе молодёжной сборной России
- Бронзовый призёр чемпионата мира (1995).
- Чемпионка Европы (1994).

### В клубной карьере
- Чемпионка России (1999/00, 2007/08), серебряный (1993/94, 1994/95, 1998/99, 2008/09) и бронзовый (1992/93, 1996/97, 2015/16) призёр чемпионатов России.
- Обладательница Кубка России (2007, 2014, 2015), бронзовый призёр Кубка России (2008, 2013).
- Чемпионка Турции (2000/01, 2010/11), серебряный (2012/13) и бронзовый (2011/12) призёр чемпионата Турции.
- Обладательница Кубка Турции (2001).
- Обладательница Суперкубка Турции (2010, 2012).
- Чемпионка Италии (2003/04), серебряный призёр чемпионатов Италии (2002/03, 2004/05, 2005/06).
- Обладательница Суперкубка Италии (2004).
- Чемпионка Испании (2006/07).
- Обладательница Суперкубка Испании (2006).
- Обладательница Кубка Испании (2007).
- Победительница Лиги чемпионов (2004/05, 2011/12), финалистка (2007/08) и бронзовый призёр бронзовый призёр (2002/03, 2010/11) Лиги чемпионов.
- Обладательница Кубка ЕКВ (2003/04, 2014/15, 2015/16).
- Обладательница Кубка Top Teams (2006/07).
- Победительница клубного чемпионата мира (2010), серебряный призёр клубного чемпионата мира (2015).

### Личные
- 1999 (Кубок мира) — лучшая на подаче и приёме
- 1999 (Гран-при) — лучшая на блоке
- 2000 (Гран-при) — MVP
- 2001 (Лига чемпионов) — MVP
- 2001 (Гран-при) — MVP
- 2001 (Чемпионат Европы) — лучшая на подаче и приёме
- 2004 (Кубок ЕКВ) — MVP
- 2005 (Лига чемпионов) — MVP
- 2006 — Лучшая волейболистка Европы
- 2007 (Кубка Top Teams) — MVP
- 2007 (Чемпионат Европы) — лучшая на приёме
- 2013 (Кубок России) — лучшая на подаче
- 2014 (Кубок России) — лучшая в атаке

## Награды и звания
- Заслуженный мастер спорта России (2000).
- Орден Дружбы (19 апреля 2001) — "За большой вклад в развитие физической культуры и спорта, высокие спортивные достижения на Играх XXVII Олимпиады 2000 года в Сиднее[15].
- Памятная медаль "Патриот России" (26 апреля 2007) РГВИКЦ при Правительстве РФ
- Знак - Губернатора Московской области "Во славу спорта"(05 марта 2008) Правительство Московской области
- Благодарность от Губернатора Краснодарского края В.И. Кондратьева (13 мая 2015) "В связи с успешным выступлением Динамо г.Краснодар"
- Знак - "За спортивное мужество"(20 апреля 2016) ОГО ВФСО "Динамо"
- Почетный Знак  - "За заслуги в развитии волейбола России"(08.12.2022) ВФВ